# İkizdere, Damal
İkizdere là một xã thuộc huyện Damal, tỉnh Ardahan, Thổ Nhĩ Kỳ. Dân số thời điểm năm 2010 là 153 người.